# Phenacovolva aurantia
Phenacovolva aurantia is een slakkensoort uit de familie van de Ovulidae. De wetenschappelijke naam van de soort is voor het eerst geldig gepubliceerd in 1889 door Sowerby III.